# San Francisco de Borja (municipalité)
Pour les articles homonymes, voir San Francisco (homonymie) et Borja.
San Francisco de Borja  est une municipalité de l'État de Chihuahua au Mexique.